# Chrysolina nyalamana
Chrysolina nyalamana é uma espécie de artrópode pertencente à família Chrysomelidae.